# Asier Martínez
Asier Martínez Echarte (Zizur Mayor, 22 aprile 2000) è un ostacolista spagnolo.

## Biografia
Nel 2021 si laurea campione assoluto indoor spagnolo e conclude quarto nei 60 m ostacoli agli Europei indoor col nuovo record personale di 7"60. Il 15 maggio 2021 a Castellón batte il suo primato personale sui 110 m ostacoli con 13"34 (+0,9 m/s), poco prima di vincere la gara dei 110 m ostacoli in occasione degli Europei a squadre.

## Palmarès
| Anno | Manifestazione  | Sede      | Evento   | Risultato  | Prestazione | Note                          |
| ---- | --------------- | --------- | -------- | ---------- | ----------- | ----------------------------- |
| 2021 | Europei indoor  | Toruń     | 60 m hs  | 4º         | 7"60        | Miglior prestazione personale |
| 2021 | Europei U23     | Tallinn   | 110 m hs | Oro        | 13"34       |                               |
| 2021 | Giochi olimpici | Tokyo     | 110 m hs | 6º         | 13"22       | Miglior prestazione personale |
| 2022 | Mondiali indoor | Belgrado  | 60 m hs  | 4°         | 7"57        |                               |
| 2022 | Mondiali        | Eugene    | 110 m hs | Bronzo     | 13"17       | Miglior prestazione personale |
| 2022 | Europei         | Monaco    | 110 m hs | Oro        | 13"14       | Miglior prestazione personale |
| 2024 | Mondiali indoor | Glasgow   | 60 m hs  | Semifinale | dq          |                               |
| 2024 | Europei         | Roma      | 110 m hs | 4°         | 13"45       |                               |
| 2024 | Giochi olimpici | Parigi    | 110 m hs | Semifinale | 13"35       |                               |
| 2025 | Europei indoor  | Apeldoorn | 60 m hs  | 7º         | 7"68        |                               |